# 吴邦雅
邦雅，旧译勃雅，尊稱吴邦雅（1812年—1866年），緬甸贡榜王朝诗人、剧作家。邦雅出生于官僚家庭，早年剃度出家，1852年还俗成为敏东王王储加囊门下的诗人，后被敏东王召入内廷，成为宫廷诗人。1866年因为被指控参与杀害加囊的叛乱而遭处极刑。其作品用词优美，多针砭时弊，著有《卖水郎》、《巴杜玛》等剧作以及《六彩牙象王》、《珍宝河志》等诗篇。并被誉为“缅甸的莎士比亚”。

## 生平
邦雅于1812年出生在缅甸中部的实戾，父亲妙特瓦（ဦးမြတ်စံ）是当地的村长，还曾经担任贡榜王朝君主沙耶瓦底王的导师:105。邦雅在6岁进入奘房就学，8岁时剃度成为沙弥，20岁时受戒成为僧侣，并于1837年成为实戾寺的方丈，后来又前往王都阿玛拉普拉挂褡，直到1852年还俗。
1852年，第二次英緬戰爭結束后，时任贡榜王朝君主蒲甘王被其弟敏東、加囊废黜，敏东成为新任缅王，加囊成为王储；邦雅则成为加囊门下的一位诗人，后因受到敏东王喜爱而被召入王宫，担任侍茶官，敏东王还赐给他“敏拉丁卡耶”（မင်းလှသင်္ခယာ）的称号，以赞赏他的温文尔雅:105。
敏東任用加囊实行改革的做法遭到国内反英强硬派貴族的反對，加囊本人也於1866年8月在一次未遂的宮廷政變中被敏貢、敏空岱王子等人殺害:61，事后敏貢、敏空岱王子遭处极刑，邦雅也被指控与此事件有所牵连而被处决。
邦雅在缅甸国内外受到尊敬，并拥有“缅甸的莎士比亚”之美称。1963年3月，缅甸民众还曾举办活动，以庆祝其诞生150周年。而世界和平理事会则在1963年将其列入“世界文化名人”以纪念:107。

## 文学

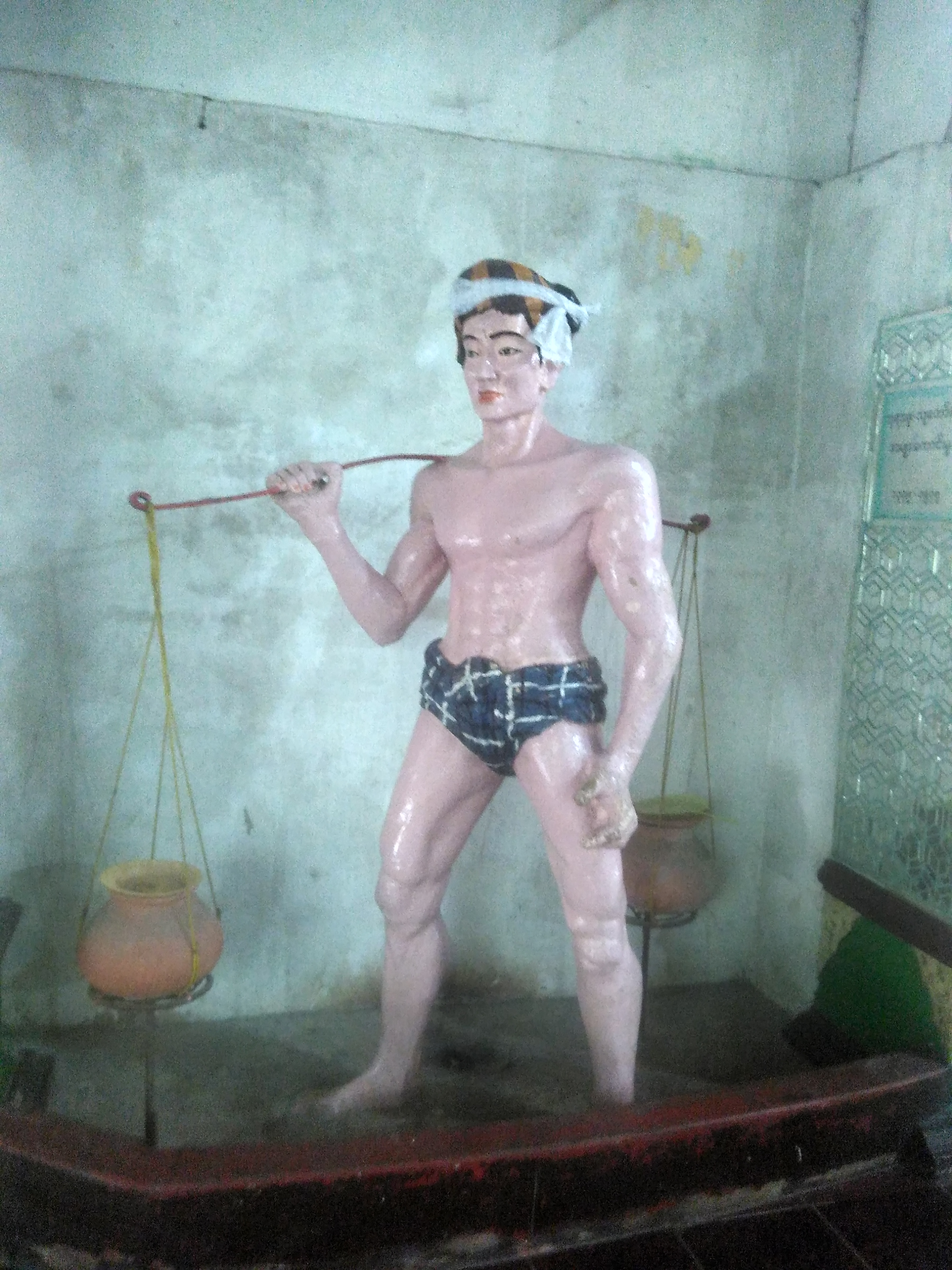
邦雅剧作《卖水郎》的主人公卖水郎的塑像

邦雅博闻强识，桀骜不驯，曾担任宫廷诗人，因此其部分诗作为奉王室之命而作，用词优美而夸张。除了宫廷文学及佛教文学之外，他也创作了纪事诗、讲道故事诗、密达萨、剧本及杂体诗等形式的作品，反映了19世纪贡榜王朝统治下缅甸人的日常生活:105。其中讲道故事诗《六彩牙象王》即讽刺影射了王后的嫉妬以及国王的昏庸无能。而纪事诗《珍宝河志》则以夸张的语言批判了对君王的阿谀奉承、过度吹捧的行为。密达萨作品《香艾草油》则讽刺时下富人施舍行为的虚伪:106。
在剧本上，邦雅著有《巴杜玛》、《卖水郎》等作品。其中《巴杜玛》取材自《十大佛本生经故事》的《小莲华王本生》，批判了贡榜王朝妃嫔的淫乱:121。而取材自《冈偈摩拉本生》的《卖水郎》则被后世的文学研究者视为他的代表作:121，其藉由贫穷卖水人与国王之间发生的故事，反映了邦雅主张从善弃恶、反对敏东王与加囊之间的宫廷纷争:105，希望贤明的君主带领缅甸走出困境的想法，也体现了缅甸民众自信乐观的民族性格:122。

## 引用